# Свитязянка (картина Казимира Альхимовича)
«Свитязянка» (пол. Świtezianka) — картина Казимира Альхимовича, написанная в 1898—1900 годах. Создано по одноименной балладе Адама Мицкевича «Свитязянка». В основе ранних баллад и стихов поэта лежалаи народные песни и предания Новогрудчины, мифологическое начало которых особенно импонировало художнику. Размер картины — 81 × 111 см.
«История» начинается в 1898 году, когда в связи с приближением столетия со дня рождения поэта Адама Мицкевича — редакция «Tygodnik Ilustrowany» объявила конкурс на иллюстрации к его произведениям. В жюри были приглашены известные художники — Войцех Герсон, Юлиан Мощинский и Леопольд Васильковский. После рассмотрения 47 представленных работ жюри единогласно присудило первую награду К. Альхимовичу за его работу «Свитязянка».

## Описание
Картина с тонким чувством передает кульминацию произведения. Здесь показан переломный момент в судьбе парня-охотника, который, завороженный красавицей Свитязянкой, идет все дальше в волны озера. Вспененные воды Свитязи, взволнованный прибрежный лес как бы предупреждают молодого парня, что не найдет он здесь счастья и покоя. Романтическим диссонансом воспринимается совершенное тело Свитязянки с подвижной, бурлящей природной средой.